# Sail Rock (otok Heard)
Sail Rock je hrid koja se nalazi 1.6 km sjeverozapadno od otoka Shag i 13 km sjeverno od otoka Heard. Administrativno pripada australskom vanjskom teritoriju Otok Heard i otočje McDonald. Ova stijena, iako smještena nekoliko milja predaleko prema zapadu, čini se da je prvi put prikazana na skici karte iz 1860. koju je sastavio kapetan H.C. Chester, američki lovac na tuljane koji je djelovao na tom području u to vrijeme. Točnije ga je ucrtala i imenovala na karti iz 1874. ekspedicija Challenger.